# Blasticorhinus cymasia
Blasticorhinus cymasia är en fjärilsart som beskrevs av George Francis Hampson 1926. Blasticorhinus cymasia ingår i släktet Blasticorhinus och familjen nattflyn. Inga underarter finns listade i Catalogue of Life.